# Termalni
Termalni (en rus: Термальный) és un poble (un possiólok) del krai de Kamtxatka, a Rússia, que el 2020 tenia 1.934 habitants. Pertany al districte de Iélizovo.